# 가조면
가조면(加祚面)은 대한민국 경상남도 거창군의 면이다. 가조면은 거창군의 동부를 이루며 합천군의 서북부와 맞닿고 높은 산줄기에 둘러 쌓인 큰 분지이다. 거창군의 동쪽 끝에 위치하고, 광주대구고속도로가 중앙을 관통하며, 지방도 제1099호선 및 지방도 제1084호선이 각각 가북면과 합천군을 연결하고 있다. 해발 230～400m로 내륙 고산준령의 분지를 형성하고 있으며, 양질의 온천수가 있다.

## 연혁
‘가소’라는 성읍국이 있었다고 전해지며, 신라시대에는 가소현, 함음현이라 불렸다. 고려시대에는 가소현, 거제현이라 하다가 조선시대 초기에 제창현이라 하다가 거창현에 합쳐졌다. 조선시대 말기까지 4개 면으로 나뉘었는데, 하가남면이 가조면의 동 남부에 있어서, 기동리, 대초리, 도곡리, 평지리, 왕대리, 탄동리의 6 개의 리를 두었고, 상가남면을 북동부에 두고, 부산리, 장항리, 명지리, 도산서원리의 4개 리가 있었으며, 가서면을 가조면의 서쪽에다 두었는데, 동례리, 원천리, 평지리, 안금리, 상현리의 5개 리로 나누었고, 가동면을 면의 가운데에 두어, 병산리, 창동리, 당산리, 적마리, 수월동리의 5개 리로 나누었다. 1914년 3월 1일 동부인 상가남면과 가동면을 합하여 ‘가동면’으로 서부인 하가남면과 가서면을 합하여 ‘가서면’으로, 1928년 4월 1일 다시 가동면, 가서면을 합하여 가서면으로, 1928년 4월에 다시 가동ㆍ가서 두면을 합쳐 가조면으로 만들었다. 지금은 석강리, 기리, 대초리, 동례리, 장기리, 사병리, 마상리, 수월리, 일부리, 도리의 10개의 리로 나뉜다.

## 행정 구역
- 기리
- 장기리
- 일부리
- 석강리
- 사병리
- 수월리
- 마상리
- 도리
- 대초리
- 동례리

## 교육
- 가조초등학교
- 가조중학교
- 가조익천고등학교

## 출신인물
- 김태호 -  제32~33대 경상남도지사(2선, 한나라당)/전.36대 경남 거창군수(민선, 한나라당)
- 강석진 - 전.37~38대 경남 거창군수(2선, 한나라당) / 전.한나라당 중앙당 부대변인